# La Tessoualle

La Tessoualle este o comună în departamentul Maine-et-Loire, Franța. În 2009 avea o populație de 3,049 de locuitori.